# Aurora Fúlgida
Aurora Fúlgida, nome artístico de Aurelia Cocaneanu (Bucareste, 27 de agosto de 1895 — Rio de Janeiro, 18 de dezembro de 1972) foi uma atriz brasileira nascida na Romênia. Foi considera uma das primeiras atrizes a causar impacto no público e na crítica. Abrilhantou o cinema brasileiro nos anos 10 e 20. 
Ainda bem jovem deixou Bucareste para ingressar na vida artística. Percorreu a Europa, tornou-se bailarina em cabarés em Milão e na Alemanha. Durante sua segunda viagem ao Brasil, foi convidada para protagonizar o filme Lucíola, adaptação do romance homônimo de José de Alencar, realizado em 1916 por Franco Magliani. 
Foi fundadora e presidente da Casa Romena do Rio de Janeiro.
Faleceu aos 77 anos, em 18 de dezembro de 1972, na cidade do Rio de Janeiro, sem filhos e solteira, em decorrência de uma síndrome pluricarencial. Foi sepultada no Cemitério de São João Batista. 

## Filmografia[5]
| Ano  | Título                 | Personagem |
| ---- | ---------------------- | ---------- |
| 1916 | Lucíola                | Lucíola    |
| 1917 | A Rosa que se Desfolha | Rosinha    |
| 1924 | A Gigolete             | [ 8 ]      |
| 1925 | O Dever de Amar        | Maria      |
| 1925 | Cinzas                 |            |
| 1928 | Destino das Rosas      |            |